# AoB Plants
AoB Plants — оглядовий науковий журнал відкритого доступу, заснований в 2009 році Oxford University Press. Журнал охоплює всі аспекти екології і еволюційної біології рослин. AoB PLANTS і сестринський журнал, Annals of Botany, є власністю the Annals of Botany Company, неприбуткової організації. Відповідальний редактор — J. Hall Cushman (University of Nevada, Reno).

## Реферування і індексування
Журнал реферується і індексується в:
- AGRICOLA
- Biological Abstracts[3]
- BIOSIS Previews[3]
- CAB International[4]
- Chemical Abstracts Service[5]
- Current Contents/Agriculture, Biology & Environmental Sciences[3]
- Food Science and Technology Abstracts
- Science Citation Index Expanded[3]
- Scopus[6]

Згідно з висновками Journal Citation Reports, в 2016 році Імпакт-фактор журналу становив 2.238, що відповідає 63-му місцю серед 211 журналів в категорії «Plant Sciences».

## Ресурси Інтернету
- Офіційний сайт